# Jesús María (ort i Colombia, Santander, lat 5,88, long -73,78)
Jesús María är en ort i Colombia.   Den ligger i departementet Santander, i den centrala delen av landet, 140 km norr om huvudstaden Bogotá. Jesús María ligger 1 845 meter över havet och antalet invånare är 823.
Terrängen runt Jesús María är kuperad åt sydost, men åt nordväst är den bergig. Runt Jesús María är det ganska tätbefolkat, med 75 invånare per kvadratkilometer. Närmaste större samhälle är Barbosa, 19,3 km öster om Jesús María. I omgivningarna runt Jesús María växer i huvudsak städsegrön lövskog.